# Akce – Italia Viva
Akce – Italia Viva (italsky Azione – Italia Viva, zkratka Az–IV), neformálně též Třetí pól (Terzo Polo), je italská středová koalice stran Akce vedené Carlem Calendou a Italia Viva v čele s expremiérem Matteem Renzim. V parlamentních volbách 2022 získala 8 % hlasů.

## Historie
Po pádu vlády Maria Draghiho a rozpuštění parlamentu v červenci 2022 podepsal 2. srpna lídr centristické Akce Carlo Calenda smlouvu s šéfem středolevicové Demokratické strany Enrikem Lettou, kde obě strany vstoupily do koalice pro parlamentní volby v září téhož roku. 6. srpna ale Demokratická strana vstoupila do koalice s levicovou formací Aliance Zelení a Levice (AVS). To způsobilo rozpory mezi Lettou a Calendou, který podporoval ekonomický liberalismus a jadernou energetiku a koalici s AVS považoval za nepřijatelnou. Následujícího dne Calenda opustil pakt se středolevicí. 11. srpna pak Calenda uzavřel pakt s liberální stranou Italia Viva Mattea Renziho o vytvoření společné kandidátky mimo obě hlavní koalice.
Ve volbách se třetí pól snažil získat přízeň voličů levice i pravice; aliance podporovala setrvání Maria Draghiho ve funkci premiéra i jeho reformní a proevropskou agendu. Vymezovala se proti populismu a silně podporovala jadernou energetiku. Celostátním lídrem byl Calenda, dalšími tvářemi kandidátky byly ministryně Draghiho vlády Mara Carfagna, Mariastella Gelmini a Elena Bonetti. Ve volbách získala kandidátka 8 % hlasů a 21 mandátů v Poslanecké sněmovně (12 Akce a 9 Italia Viva) a 9 mandátů v Senátu (5 Italia Viva a 4 Akce).
Po volbách byla vytvořena parlamentní skupina Akce – Italia Viva – Renew Europe v obou komorách parlamentu. 8. prosince pak bylo oznámeno vytvoření federace Akce – Italia Viva, s Calendou jako předsedou a Elenou Bonetti jako místopředsedkyní. Hlavním cílem bylo sloučení obou formací do nové velké centristické strany. Mezi stranami však vznikal nesoulad ohledně podoby sloučení a 18. dubna 2023 byla federace rozpuštěna. Akce i Italia Viva však nadále spolupracují ve volné alianci.

## Členské strany

### Složení pro parlamentní volby 2022
| Strana | Strana      | Ideologie    | Volby 2022 | Volby 2022 |
| Strana | Strana      | Ideologie    | Poslanci   | Senátoři   |
| ------ | ----------- | ------------ | ---------- | ---------- |
|        | Akce        | Liberalismus | 12         | 4          |
|        | Italia Viva | Liberalismus | 9          | 5          |

## Volební výsledky

### Poslanecká sněmovna
| Volby | Hlasy     | Hlasy | Mandáty | Mandáty | Pozice | Postavení |
| Volby | Abs.      | %     | Abs.    | ±       | Pozice | Postavení |
| ----- | --------- | ----- | ------- | ------- | ------ | --------- |
| 2022  | 2 186 669 | 7,8   | 21/400  | ▲21     | ▲6.    | Opozice   |

### Senát
| Volby | Hlasy     | Hlasy | Mandáty | Mandáty | Pozice |
| Volby | Abs.      | %     | Abs.    | ±       | Pozice |
| ----- | --------- | ----- | ------- | ------- | ------ |
| 2022  | 2 131 310 | 7,7   | 9/200   | ▲9      | ▲6.    |

### Regionální parlamenty
| Region                    | Rok  | Hlasy   | %   | Mandáty | ±  |
| ------------------------- | ---- | ------- | --- | ------- | -- |
| Lombardie                 | 2023 | 122 356 | 4,3 | 3/80    | ▲3 |
| Jižní Tyrolsko            | 2023 | 7 301   | 2,6 | 1/35    | ▲1 |
| Furlánsko-Julské Benátsko | 2023 | 10 869  | 2,8 | 0/48    | –  |
| Lazio                     | 2023 | 75 272  | 4,8 | 2/51    | ▲2 |
| Sicílie                   | 2022 | 39 788  | 2,1 | 0/70    | –  |